# Maison (6 rue du Minage, La Rochelle)
Pour les articles homonymes, voir Maison (homonymie).
La maison, bâtie au XVIe siècle, est située 6 rue du Minage à La Rochelle, en France. L'immeuble a été inscrit au titre des monuments historiques en 1928.

## Historique
Le bâtiment est inscrit au titre des monuments historiques par arrêté du 27 juin 1928.